# Falling into Infinity Demos 1996-1997
『Falling into Infinity Demos 1996-1997』（フォーリング・イントゥ・インフィニティ・デモズ 1996-1997）は、アメリカのプログレッシブ・メタルバンド、ドリーム・シアターが2007年に発表したアルバム。
アルバム『フォーリング・イントゥ・インフィニティ』制作時のデモ音源を収録。ドリーム・シアターの公式ブートレグ専門のレーベル「YtseJam Records」より販売されている。
「Raise The Knife」「Where Are You Now?」「The Way It Used To Be」「Cover My Eyes」「Metropolis Pt.2」はアルバム未収録曲である。このうち「The Way It Used To Be」はシングル『Hollow Years』、「Raise The Knife」はライブ音源が『スコア〜フル・オーケストラ・ライヴ2006』に収録されている。「Metropolis Pt.2」はフルアルバムに再構成され、次作『メトロポリス・パート2: シーンズ・フロム・ア・メモリー』として発表された。

## 収録曲
- CD 1

1. Raise The Knife
2. Where Are You Now?
3. Take Away My Pain
4. You Or Me
5. Anna Lee
6. Burning My Soul
7. The Way It Used To Be
8. Lines In The Sand

- CD 2

1. Just Let Me Breathe
2. Peruvian Skies
3. Trial Of Tears
4. Cover My Eyes
5. Hollow Years
6. New Millennium
7. Speak To Me
8. Metropolis Pt. 2 (Live Rehearsal Version)